# Nicolas Vogondy
Nicolas Vogondy est un coureur cycliste français, né le 8 août 1977 à Blois. Professionnel de 1997 à 2013, il a notamment été champion de France sur route à deux reprises, en 2002 et 2008 ainsi que champion de France du contre-la-montre en 2010.

## Carrière

### 1997-2004: La Française des Jeux
Nicolas Vogondy passe professionnel en 1997 au sein de l'équipe La Française des jeux de Marc Madiot. Il réalise en 2002 sa meilleure saison au sein de l'équipe. Il remporte plusieurs victoires, la plus importante étant le championnat de France sur route disputé à Briançon. Dans la foulée, il termine dix-neuvième du Tour de France à un peu plus d'une demi-heure de Lance Armstrong.

### 2007-2009: Agritubel

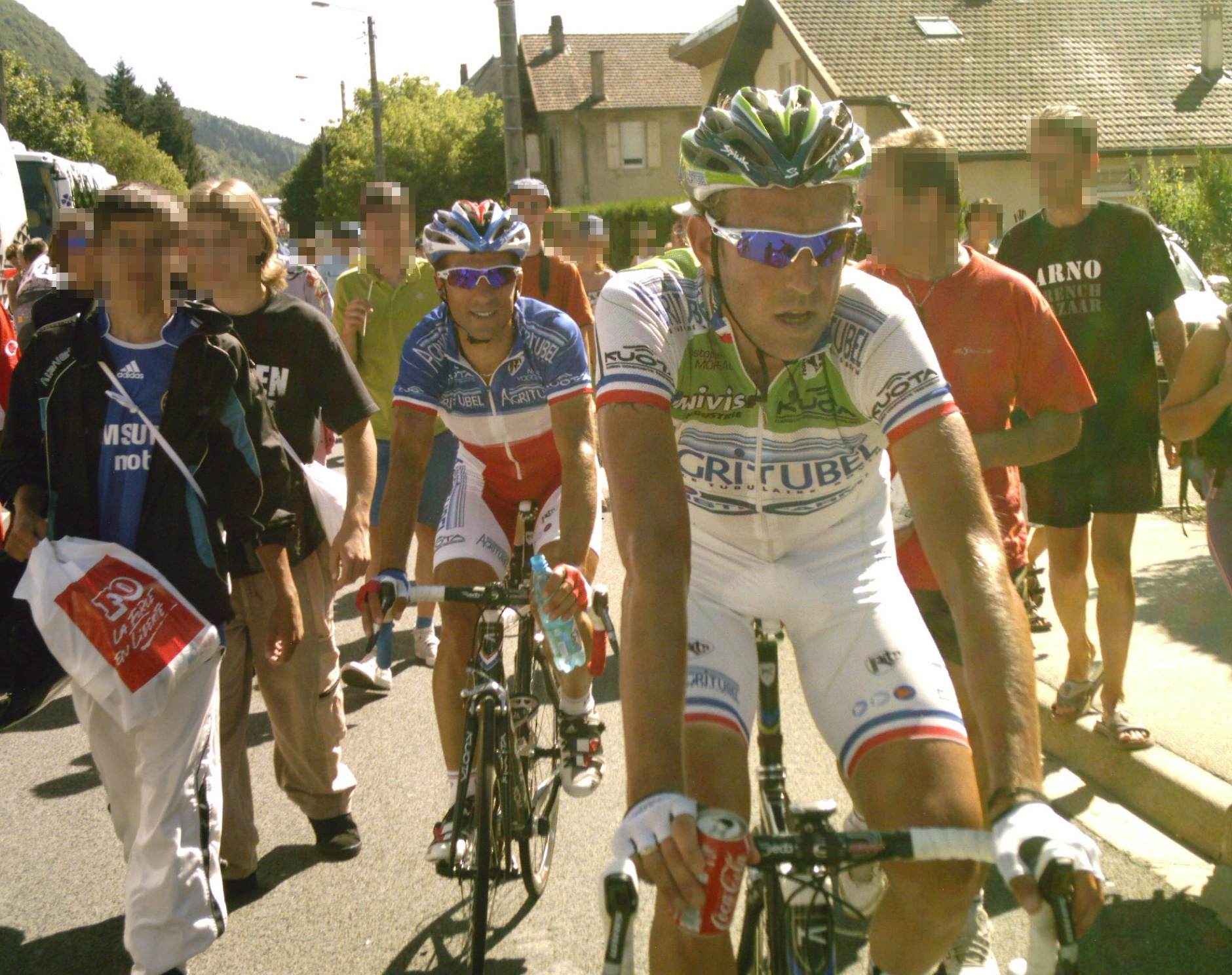
Nicolas Vogondy et Christophe Moreau pendant le Tour de l'Ain 2008

Non conservé par le Crédit agricole, Vogondy s'engage pour la saison 2007 dans l'équipe continentale Agritubel. Initialement engagé pour un an, il reste finalement trois ans dans l'équipe, jusqu'à l'arrêt de celle-ci. Cette équipe, évoluant en Continentale Pro, Vogondy n'est plus assuré de disputer les courses de niveau ProTour et doit donc se consacrer à un calendrier plus national. Pour sa première saison dans l'équipe, il se met en évidence en gagnant une étape du Rhône-Alpes Isère Tour ainsi qu'une étape et le classement final des Boucles de la Mayenne.
En 2008, il remporte cinq victoires, ce qui représente sa saison la plus prolifique. Il remporte ainsi une étape du Rhône-Alpes Isère Tour, le prologue des Boucles de la Mayenne ainsi qu'une étape et le classement général des Trois jours de Vaucluse. Il obtient aussi son deuxième titre de Champion de France sur route en s'imposant en solitaire à Semur-en-Auxois. Étant porteur du maillot tricolore lors du Tour de France, il est tout prêt d'en remporter la cinquième étape. Il est en effet rattrapé par le peloton dans les derniers mètres de la course, remportée au sprint par Mark Cavendish. En fin de saison, faisant partie de l'échappée finale, il termine quatrième d'un Paris-Tours remporté par Philippe Gilbert.
En 2009, il fait bonne figure lors du Rhône-Alpes Isère Tour. Il y remporte une étape et termine deuxième du classement final.

### 2010: Bbox Bouygues Telecom
La Fédération française de cyclisme ne lui a pas délivré de licence pour la saison 2010 car un examen médical a révélé qu'il souffrait d'extrasystoles, des troubles du rythme cardiaque. Il doit rester au repos jusqu'au 15 février, date à laquelle il effectuera de nouveaux tests physiques. Autorisé à courir en février, il remporte sa première victoire au sein de sa nouvelle équipe en juin en remportant la 4e étape du Critérium du Dauphiné, épreuve qu'il termine en sixième position. Sur sa lancée, il remporte le championnat de France du contre-la-montre à Chantonnay devant Sylvain Chavanel et László Bodrogi. Mi-août, grâce à sa troisième place lors du contre-la-montre, il termine troisième du classement final du Tour du Limousin à 43 secondes de Gustav Larsson. Il participe alors au Tour d'Espagne et pour la première fois de sa carrière double deux grands tours.
Il annonce le 16 septembre son départ de l'équipe vendéenne pour rejoindre pour deux ans l'équipe de Éric Boyer, Cofidis. À la fin de la saison, il est sélectionné par Laurent Jalabert pour participer au contre-la-montre au championnat du monde à Melbourne, en Australie.

### 2011-2012: Cofidis
Nicolas Vogondy obtient plusieurs places d'honneur pendant le mois d'avril. Quatrième de la Route Adélie de Vitré le 1er avril, Il est aussi sixième du Circuit de la Sarthe le 8 puis il obtient la même place sur le Tour du Finistère huit jours plus tard,. Détenteur du meilleur temps du prologue des Boucles de la Mayenne réalisé en 5 min 43 en 2008, il échoue en 2011 à la troisième place, battu par le Français Sébastien Turgot de l'équipe Europcar. Ses résultats étant moins notables, Vogondy ne participe pas au Tour de France. Il apprend en août qu'il est atteint d'une toxoplasmose depuis le mois de mai. Non prévu initialement au départ du Tour d'Espagne en raison de sa maladie, il est aligné à cause d'une erreur administrative de son équipe. Il abandonne pendant la sixième étape et met un terme à sa saison pour se consacrer à sa guérison.
En préparation pour la saison 2012, il se fracture une côte.

### 2013: Accent Jobs-Wanty
L'équipe Cofidis n'ayant pas renouvelé son contrat, Vogondy signe pour un an avec la formation belge Accent Jobs-Wanty. Son contrat n'étant pas prolongé, Vogondy annonce la fin de sa carrière professionnelle au mois de novembre.

### 2014: retour chez les amateurs et retraite cycliste
Dans la foulée de l'annonce de son retrait du professionnalisme, Nicolas Vogondy rejoint l'équipe amateur Pro Immo Nicolas Roux, qui évolue en première division française et qui a comme directeur sportif son beau-père. Il remporte la seconde étape disputée en contre-la-montre par équipes du Tour du Jura et le Tour du Canton des Aix d'Angillon sous ses nouvelles couleurs.
Au mois d'octobre, il dispute sa dernière course cycliste lors du Grand Prix des Foires d'Orval, à Saint-Amand-Montrond dans le Cher.

## Palmarès sur route

### Palmarès année par année
| - 1995 - 9e du championnat du monde sur route juniors - 1996 - 2e étape du Loire-Atlantique espoirs (contre-la-montre) - 1997 - 3e étape du Tour de Normandie - 1999 - 4e étape du Circuit des Mines - 2e de la Route Adélie - 2002 - Champion de France sur route - 6e étape du Circuit des Mines - 2e d'À travers le Morbihan - 2e du Grand Prix de Villers-Cotterêts - 10e du Critérium du Dauphiné libéré - 2003 - À travers le Morbihan - 3e étape du Tour du Limousin - 3e de la Route du Sud - 3e de Paris-Camembert - 2004 - 5e étape du Regio-Tour - 2005 - 1re étape de la Route du Sud - 2006 - Châteauroux Classic de l'Indre - 5e étape du Tour du Poitou-Charentes - 2007 - 2e étape du Rhône-Alpes Isère Tour - Boucles de la Mayenne : - Classement général - 2e étape - 2e du Rhône-Alpes Isère Tour - 2e du Circuit de la Sarthe - 2e des Trois jours de Vaucluse - 3e du championnat de France du contre-la-montre | - 2008 - Champion de France sur route - 3e étape du Rhône-Alpes Isère Tour - Trois jours de Vaucluse : - Classement général - 1re étape - Prologue des Boucles de la Mayenne - 2e du Rhône-Alpes Isère Tour - 2009 - 1re étape du Rhône-Alpes Isère Tour - 2e du Rhône-Alpes Isère Tour - 2010 - Champion de France du contre-la-montre - 4e étape du Critérium du Dauphiné - 3e du Tour du Limousin - 6e du Critérium du Dauphiné - 2014 - 2e étape du Tour du Jura (contre-la-montre par équipes) - Tour du Canton des Aix-d'Anguillon |

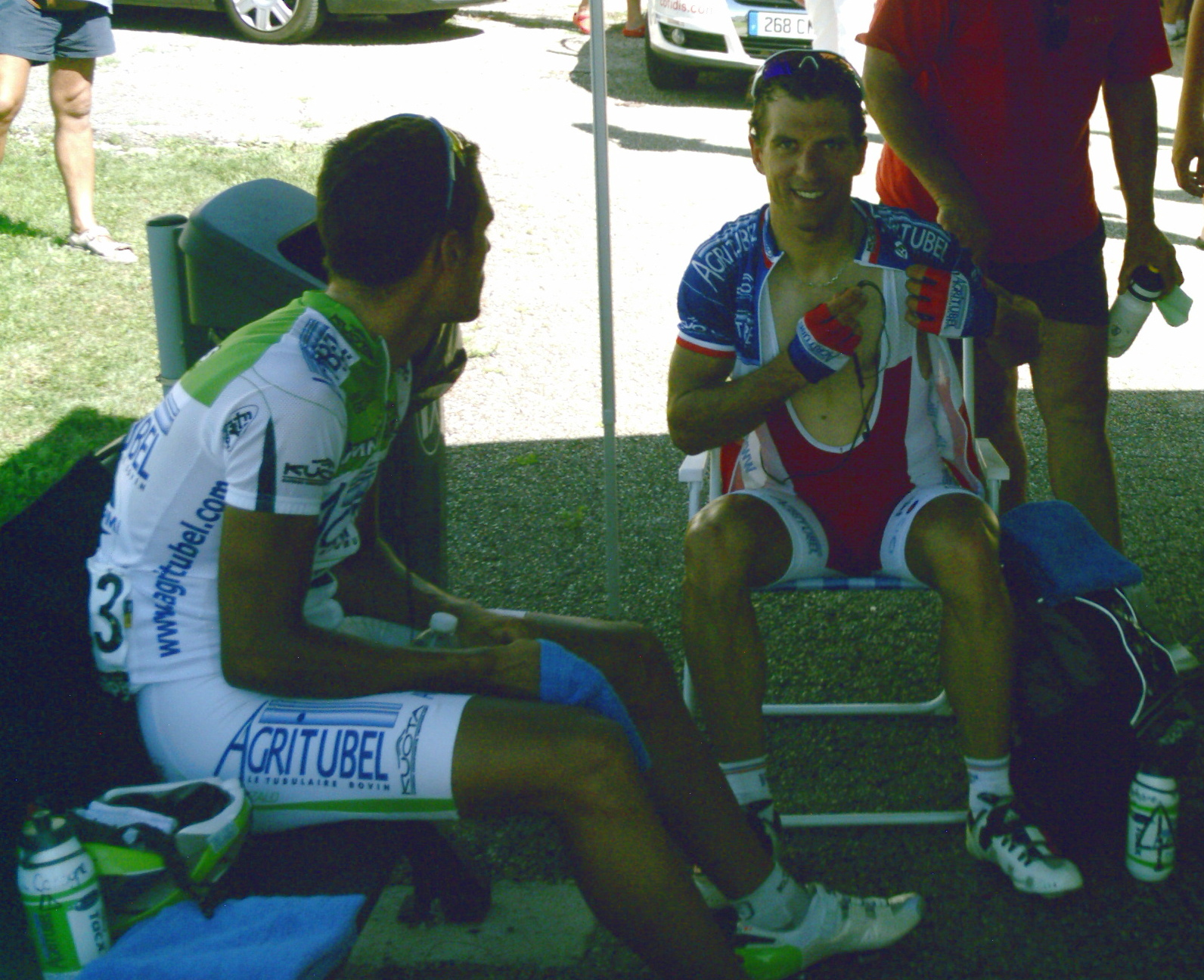
Nicolas Vogondy après l'arrivée de la première étape du Tour de l'Ain 2008.

### Résultats sur les grands tours

#### Tour de France
7 participations
- 2001 : 89e
- 2002 : 19e
- 2003 : 117e
- 2007 : 92e
- 2008 : 64e
- 2009 : 68e
- 2010 : 88e

#### Tour d'Italie
3 participations
- 2000 : 84e
- 2004 : 81e
- 2006 : 44e

#### Tour d'Espagne
3 participations
- 2005 : 63e
- 2010 : non-partant (19e étape)
- 2011 : abandon (6e étape)

## Classements mondiaux
| Année                  | 2007 | 2008 | 2009 | 2010 | 2011 | 2012  | 2013  |
| ---------------------- | ---- | ---- | ---- | ---- | ---- | ----- | ----- |
| Calendrier mondial UCI |      |      |      | 94e  |      |       |       |
| UCI America Tour       |      | 387e |      |      |      |       |       |
| UCI Europe Tour        | 39e  | 20e  | 170e | 203e | 262e | 1028e | 1024e |
| UCI Oceania Tour       |      |      |      | 78e  |      |       |       |